# Traugott Maximilian Eberwein
Pour les articles homonymes, voir Traugott.
Traugott Maximilian Eberwein est un compositeur et chef d'orchestre allemand, né à Weimar le 27 octobre 1775 et mort à Rudolstadt le 2 décembre 1831.

## Biographie
Issu d'une famille de musiciens - son frère est le compositeur Carl Eberwein (de) - il reçoit son éducation musicale dès son plus jeune âge par son père, musicien de cour.

## Œuvres

### Opéras
- Piedro und Elvira
- Claudine von Villa Bella
- Das befreite Jerusalem
- Ferdusi
- Das goldene Netz

### Singspiele
- Die hohle Eiche
- Das Storchnest
- Der Mond
- Die Fischerin
- Das Schachtournier

### Chansons
- Ergo bibamus (Texte de Johann Wolfgang von Goethe)
- Der Jahrmarkt zu Plundersweilen (Texte de Johann Wolfgang von Goethe)

### Autres
- Ouvertüre in C-Dur
- Sinfonie No. 3 in Es-Dur op. 84
- Messe in As-Dur op. 87